# Drimia fragrans
Drimia fragrans är en sparrisväxtart som först beskrevs av Nikolaus Joseph von Jacquin, och fick sitt nu gällande namn av John Charles Manning och Peter Goldblatt. Drimia fragrans ingår i släktet Drimia och familjen sparrisväxter. Inga underarter finns listade i Catalogue of Life.